# Мирослав Ђорђевић
Мирослав Ђорђевић (Крушевац, 10. фебруар 1965) уролог, хирург и професор је на Медицинском факултету у Београду.

## Биографија
Дипломирао је на Медицинском факултету Универзитета у Београду 1991. године. Запослен је на Универзитетској дечјој клиници Тиршова (одељење урологије) у Београду од 1994. године. Специјализацију дечје хирургије завршио је јула 1998. године, ужу специјализацију дечје урологије априла 2002. године, а специјализацију урологије маја 2002.
Докторску дисертацију из области урологије под називом „Нови приступ за хируршко лечење Пејронијеве болести“ одбранио је априла 2003. године на Медицинском факултету Универзитета у Београду.
Др Мирослав Ђорђевић је ванредни професор Медицинског факултета у Београду, научни саветник Министарства за науку и технолошки развој Републике Србије, као и ванредни члан Академије медицинских наука Српског лекарског друштва. Начелник је Центра за дечју хирургију Универзитетске дечје клинике. Обавља дужност шефа катедре за специјалистичку и последипломску наставу из дечје хирургије на Медицинском факултету у Београду. Председник је комисије за трансродне поремећаје при Министарству здравља Републике Србије.
Главна област његовог рада је урогенитална реконструктивна хирургија, укључујући и хирургију промене пола. Јединствен је и препознатљив у свету по лечењу аномалија урогениталног система независно од узраста, од новорођеначког до најстаријих пацијената.
Професор Ђорђевић је аутор или коаутор у 75 радова публикованих у целини у индексираним часописима, 5 поглавља у књигама и монографијама од међународног значаја, као и више од 170 радова у зборницима са националних и међународних научних скупова. Едитор је 3 књиге штампане од стране међународно познатих издавача. Рецензент је у више од 10 и едитор у 5 водећих светских часописа у области урологије. Истиче се његов рад на позив чувеног часописа „Nature“, у виду коментара на званичне водиче за лечење трауме урогениталног система, установљене од стране Америчке уролошке асоцијације. Његов досадашњи научни рад, према подацима Web of Science, карактерише укупна цитираност 460 (просечно 4.42 цитата по цитираном раду), кумулативни импакт фактор 122.6 H-index 13.
Професор Ђорђевић је члан свих релевантних међународних удружења у пољу урологије и гениталне реконструктивне хирургије: EAU (Европско удружење уролога), AUA (Америчка уролошка асоцијација), SIU (Светско удружење уролога), ESPU (Европско удружење за дечју урологију), ААP (Америчко удружење педијатара – секција за дечју урологију, ESMGS (Европско удружење за гениталну хирургију, GURS (Удружење за генитоуринарну реконструктивну хирургију), EPATH (Европско удружење за транссексуалну хирургију), WPATH (Светско удружење за транссексуалну хирургију). Члан је борда директора Међународног удружења за генитоуринарну реконструктивну хирургију (GURS). Предавач је по позиву на многим водећим међународним састанцима, у својству „visiting“ професора боравио је на неколико универзитета широм света (Сент Луис, Мичиген, Сиракуза, Гетеборг, Истанбул, Скопље).
Истиче се и његов хуманитарни рад у виду активног учествовања у међународним мисијама на подизању нивоа хирургије и његе у Вијетнаму 1994. године, Нигерији 2013. године, Индији 2014. године и Кенији 2015. године.
Добитник је бројних награда и признања, укључујући награде Европског удружења уролога, Немачке уролошке асоцијације и Европског удружења за сексуалну медицину. Добитник је Годишње награде Медицинског факултета у Београду за највећи научни допринос у 2015. године, оснивач је Београдског Центра за Гениталну Реконструктивну хирургију, који годишње посети 15-20 стручњака из целог света, како би развијали своја знања и вештине у склопу рада овог признатог центра.

### Радови
- Ђорђевић МЛ. Hypospadia multioperadas. Годишњи састанак Бразила Уролошке Удружења, Рио де Жанеиру, априла 2008. године.
- Ђорђевић МЛ. Casos complexos da doenca de peyronie. Годишњи састанак Бразила Уролошке Удружења, Рио де Жанеиру, априла 2008. године.
- Ђорђевић МЛ. Neofaloplastia. Годишњи састанак Бразила Уролошке Удружења, Рио де Жанеиру, априла 2008. године.
- Ђорђевић МЛ. Реконструкција уретре код жена у мушким трансродних пацијентима. 8. Трансхеалтх конференција, Филаделфија, јун 2009.
- Ђорђевић МЛ. Metoidioplasty: основе, напредак и улоге у фтм хирургији. 8. Трансхеалтх конференција, Филаделфија, јун 2009.
- Ђорђевић МЛ. Пениса реконструкција. Годишњи састанак Међународног удружења за пластичну и реконструктивну хирургију, Родос, септембра 2009. године
- Ђорђевић МЛ. Управљање Хипоспадија. Европска асоцијација за урологију, одељење Југоисточне Европе члану, Београд, октобар 2009.
- Ђорђевић МЛ. Adult stricture in previous hypospadias patients. Годишњи састанак Социете Интернатионал де урологија, Шангају, новембра 2009. године.
- Ђорђевић МЛ. Рецонструцао пениана. Годишњи састанак Португал Андрологицал друштва. Лисабон, новембар 2009.
- Ђорђевић МЛ. Генитална реконструктивна хирургија. Варна, март 2010.
- Ђорђевић МЛ. Хируршки третман Хипоспадије и еписпадија Грчки Удружење за дечју хирурга, Ианина, Април, 2010.
- Ђорђевић МЛ. Прелом пениса. Годишњи састанак Европског друштва за сексуалну медицину. Малага, новембар 2010.
- Ђорђевић МЛ. Генитална реконструктивна хирургија. Гостујући професор, Васхингтон Университи, Саинт Лоуис, јануар 2011.
- Ђорђевић МЛ. Пеирониева дисеасе - модалитети хируршког лечења. 20 Конгрес Удружења уролога Србије, 21-22. април 2011, Београд
- Ђорђевић МЛ. Festschrift за др Сава В. Перовић: личне опсервације и хируршке технике из господара. Америчка Уролошке Удружења Годишњи састанак. Вашингтон, САД, мај 2011.
- Ђорђевић МЛ. Пост хипоспадиална Уретрална ограничењима. Консултације о уретре стриктура болести, Медицински факултет, Универзитет у Београду, 21. октобар 2011.
- Ђорђевић МЛ. Тешка гениталија траума - хитно поступање у 2011. 14. Конгресу Европског друштва за сексуалну медицину. Милано, Италија, децембар 2011.
- Ђорђевић МЛ. Flap urethroplasty: трикове и замке! 31. Конгрес Социете Интернатионале Д'урологија. Берлин, Немачка, октобар 2012.
- Ђорђевић МЛ. Урогенитална реконструкција. МицхиганУрологиц Социети (МУС) Меетинг. Детроит, САД, мај 2012.
- Ђорђевић МЛ. Female to male transsexual surgery. Операција промене пола, састанак Клиничка болница Савезне Университи оф Гоиас, Гоианиа, Бразил, маја 2012. године.
- Ђорђевић МЛ. Урођене аномалије гениталија. Удружење педијатара Србије, Педијатријска школа Србије, на Златибору, јун 2012
- Ђорђевић МЛ. Female to male surgery: основе, принципи и изазови. 12. Азија-Океанија Конгресу сексологије (АОЦС). Мацуе-град, Јапану, август 2012.
- Ђорђевић МЛ. Гениталне повреда. Друштво генитоуринарни реконструктивне хирурга Симпосуиум. 32. конгрес Социете Интернатионал д'урологија. 30. септембар-октобар 4, 2012 Фукуока, Јапан.
- Ђорђевић МЛ. Тешке гениталне трауме - хитно поступање у 2011. Европског удружења за сексуалну медицину, 15. Конгрес, Амстердам, децембар 6-8, 2012.
- Ђорђевић МЛ. Које су различите опције у пхаллопласти и Преглед у операцији промене пола. Пол Естетска Конгрес Азија 2013, Сингапур, април 10-13.
- Ђорђевић МЛ. Гениталне компликације после Хипоспадија поправку. 33. Конгрес Социете Интернатионале д'урологија, Ванкувер, Канада, септембар 8-12, 2013.
- Ђорђевић МЛ. Urethroplasty in neophalloplasty. 33. Конгрес Социете Интернатионале д'урологија, Ванкувер, Канада, септембар 8-12, 2013.
- Ђорђевић МЛ. Тешке повреде пениса код деце и адолесцената: модалитетима реконструкције. 16. Конгрес Европског удружења за сексуалну медицину (ессм), Истанбул, Турска, 29. јануар - 1. фебруар 2014. године.
- Ђорђевић МЛ. Организатор и председник Мини-симпозијума  замке у Транссексуалној хирургију . 23. симпозијум Светског професионалног удружења за трансвестит здравље (ВПАТХ), Бангкок, Тхаиланд, фебруар 14-18, 2014. године.
- Ђорђевић МЛ. Панел: Хипоспадија: Тешка цхордее - трбушни продужење вс леђног компликацију. 25. годишњи састанак Европског друштва за педијатријску урологију (ЕСПУ), Иннсбруцк, Аустриа, Маи 07-10, 2014.
- Ђорђевић МЛ. State of the Art Lecture: Тешка гениталија траума и уживо операција. 2. уживо оперативни радионица на мушке и женске компликованом уринарног тракта реконструктивне и инконтиненције сургерие - ПЕНРЕЦОН 2014, Ахмедабада, Индија, август 23-24, 2014.
- Ђорђевић МЛ. Модератор Ливе операције на Хипоспадија поправке. 8. мајсторски од Уро-уретрална реконструктивну хирургију, Лондон, УК, новембар 3-6тх, 2014.
- Ђорђевић МЛ. 18. Хипоспадија Студијски Дана, Истанбул, Турска, 29. новембар 2014.
- Ђорђевић МЛ. Реконструкција тешких повреда пениса. 17. Конгрес Европског удружења за сексуалну медицину (ессм), фебруар 5-7 2015, Копенхаген, Данска.
- Ђорђевић МЛ. Председник седнице хирургију. Прво Бијенале конференција Европске професионалног удружења за трансвестит здравље (ЕПАТХ) - "мк здравља у Европи", март 12-14, 2015, Гент, Белгија.
- Ђорђевић МЛ. Реконструктивне серија предавања. Прва годишња посети професура у име др Захи Макхули, 13. маја 2015. године, Сиракуза, САД.
- Ђорђевић МЛ. Гениталија реконструктивна хирургија. Међународни састанак и радионица. 24-28. август 2015, Најроби, Кениа
- Ђорђевић МЛ. Хипоспадија хирургија. 72. Конгрес француског друштва дечју хирургију (СФЦП), 16-18. септембра 2015. године, Лил, Француска.
- Ђорђевић МЛ. Операција промене пола. Транссексуал хирургија састанак, септембар 24-25, 2015, Гетеборг, Шведска.
- Ђорђевић МЛ. Управљање хируршких компликација после операције транссексуал. Транссексуал хирургија састанак, децембар, 2015, Торино, Италија.[2]